# Kanton Saint-Seine-l'Abbaye
Saint-Seine-l'Abbaye is een voormalig kanton van het Franse departement Côte-d'Or. Het kanton maakte deel uit van het arrondissement Dijon. Het werd opgeheven bij decreet van 18 februari 2014, met uitwerking op 22 maart 2015.

## Gemeenten
Het kanton Saint-Seine-l'Abbaye omvatte de volgende gemeenten:
- Bligny-le-Sec
- Champagny
- Chanceaux
- Curtil-Saint-Seine
- Francheville
- Frénois
- Lamargelle
- Léry
- Panges
- Pellerey
- Poiseul-la-Grange
- Poncey-sur-l'Ignon
- Saint-Martin-du-Mont
- Saint-Seine-l'Abbaye (hoofdplaats)
- Saussy
- Trouhaut
- Turcey
- Val-Suzon
- Vaux-Saules
- Villotte-Saint-Seine